# Vláda Włodzimierze Cimoszewicze
Vláda Włodzimierze Cimoszewicze byla od 7. února 1996 do 31. října 1997 polská vláda pod vedením Włodzimierze Cimoszewicze utvořená po demisi předchozího kabinetu Józefa Oleksyho. Jednalo se o koalici postkomunistického Svazu demokratické levice a Polské lidové strany. Vláda podala v souladu s ústavou demisi po parlamentních volbách v září 1997, v nichž vládní strany neobhájily většinu v Sejmu.
Vláda během svého funkčního období provedla tzv. reformu "Centrum", během níž došlo ke zrušení některých ministerstev a jejich transformaci do nových.

## Složení vlády
| Portfej                                                    | Ministr / člen vlády            | Strana    | Nástup do úřadu   | Odchod z úřadu    |
| ---------------------------------------------------------- | ------------------------------- | --------- | ----------------- | ----------------- |
| Předseda vlády                                             | Włodzimierz Cimoszewicz         | SLD       | 7. února 1996     | 17. října 1997    |
| Místopředseda vlády Ministr zemědělství a výživy           | Roman Jagieliński               | PSL       | 7. února 1996     | 10. dubna 1997    |
| Místopředseda vlády Ministr zemědělství a výživy           | Jarosław Kalinowski             | PSL       | 24. dubna 1997    | 31. října 1997    |
| Místopředseda vlády Ministr financí                        | Grzegorz Kołodko                | SLD       | 7. února 1996     | 4. února 1997     |
| Místopředseda vlády Ministr financí                        | Marek Belka                     | SLD       | 4. února 1997     | 31. října 1997    |
| Místopředseda vlády                                        | Mirosław Pietrewicz             | PSL       | 7. února 1996     | 31. října 1997    |
| předseda Centrálního úřadu plánování                       | Mirosław Pietrewicz             | PSL       | 7. února 1996     | 31. prosince 1996 |
| Ministr státního pokladu                                   | Mirosław Pietrewicz             | PSL       | 1. ledna 1997     | 31. října 1997    |
| Ministr školství                                           | Jerzy Wiatr                     | SLD       | 7. února 1996     | 31. října 1997    |
| Ministr privatizace                                        | Wiesław Kaczmarek               | SLD       | 7. února 1996     | 31. prosince 1996 |
| Ministr hospodářství                                       | Wiesław Kaczmarek               | SLD       | 1. ledna 1997     | 31. října 1997    |
| Ministr zahraničí                                          | Dariusz Rosati                  | SLD       | 7. února 1996     | 31. října 1997    |
| Ministr kultury a umění                                    | Zdzisław Podkański              | PSL       | 7. února 1996     | 31. října 1997    |
| Ministr národní obrany                                     | Stanisław Dobrzański            | PSL       | 7. února 1996     | 31. října 1997    |
| Ministr životního prostředí, přírodních zdrojů a lesnictví | Stanisław Żelichowski           | PSL       | 7. února 1996     | 31. října 1997    |
| Ministr práce a sociálních věcí                            | Andrzej Bączkowski              | nestraník | 7. února 1996     | 7. listopadu 1996 |
| Ministr práce a sociálních věcí                            | Tadeusz Zieliński               | SLD       | 3. ledna 1997     | 31. října 1997    |
| Ministr vnitra                                             | Zbigniew Siemiątkowski          | SLD       | 7. února 1996     | 31. prosince 1996 |
| Ministr vnitra                                             | Leszek Miller                   | SLD       | 1. ledna 1997     | 31. října 1997    |
| Ministr spravedlnosti                                      | Leszek Kubicki                  | SLD       | 7. února 1996     | 31. října 1997    |
| Ministr dopravy                                            | Bogusław Liberadzki             | SLD       | 7. února 1996     | 31. října 1997    |
| Ministr zahraniční hospodářské spolupráce                  | Jacek Buchacz                   | PSL       | 7. února 1996     | 4. září 1996      |
| Ministr zdravotnictví a sociální péče                      | Ryszard Jacek Żochowski         | SLD       | 7. února 1996     | 17. září 1997     |
| Ministr zdravotnictví a sociální péče                      | Krzysztof Kuszewski (úřadující) | nestraník | 17. září 1997     | 31. října 1997    |
| Ministryně územního plánování a stavebnictví               | Barbara Blida                   | SLD       | 7. února 1996     | 31. prosince 1996 |
| Ministr průmyslu a obchodu                                 | Klemens Ścierski                | PSL       | 7. února 1996     | 31. prosince 1996 |
| Ministr komunikací                                         | Andrzej Zieliński               | SLD       | 7. února 1996     | 31. října 1997    |
| Ministr vědy, předseda Komise vědeckého bádání             | Aleksander Łuczak               | PSL       | 7. února 1996     | 31. října 1997    |
| Ministr bez portfeje, šéf Úřadu vlády                      | Leszek Miller                   | SLD       | 7. února 1996     | 31. prosince 1996 |
| Ministr bez portfeje pro koordinaci speciálních služeb     | Zbigniew Siemiątkowski          | SLD       | 1. ledna 1997     | 31. října 1997    |
| Ministr bez portfeje pro odstraňování následků povodní     | Andrzej Piłat                   | SLD       | 29. července 1997 | 31. října 1997    |